# Прибрежный протей
Прибрежный протей (лат. Necturus beyeri) — вид хвостатых земноводных из семейства протеев. Видовое латинское название дано в честь американского натуралиста Джорджа Байера (1861—1926).

## Распространение
Эндемик США. Есть две популяции: первая — от восточного Техаса до центральной Луизианы, вторая — от юго-восточной Луизианы до центральной части штата Миссисипи.

## Описание
Общая длина составляет 16-22 см. Наблюдается половой диморфизм: самка крупнее самца. Голова широкая, уплощенная, морда закруглённая. Жабры сохраняются и у зрелых особей. Туловище стройное, коренастое, конечности короткие с 4 пальцами. Хвост веслоподобный. Окраска спины, боков и брюха коричневая со светло-коричневыми или чёрными точечками.

## Образ жизни
Обитает в скалистых, песчаных и прочих медленно текущих водоёмах. Встречается, как правило, вдоль берегов рек или озёр, где роет норы. Ведёт водный образ жизни, питается водными беспозвоночными. При недостатке пищи впадает в спячку в своей норе.

## Размножение
Период размножения длится с конца осени до начала зимы. Откладывание яиц происходит в апреле-мае. В кладке от 4 до 40 яиц. Личинки появляются через 2 месяца.

## Фото

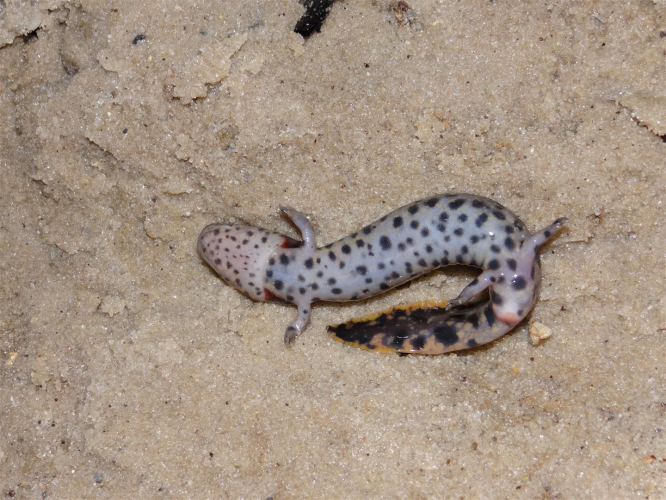
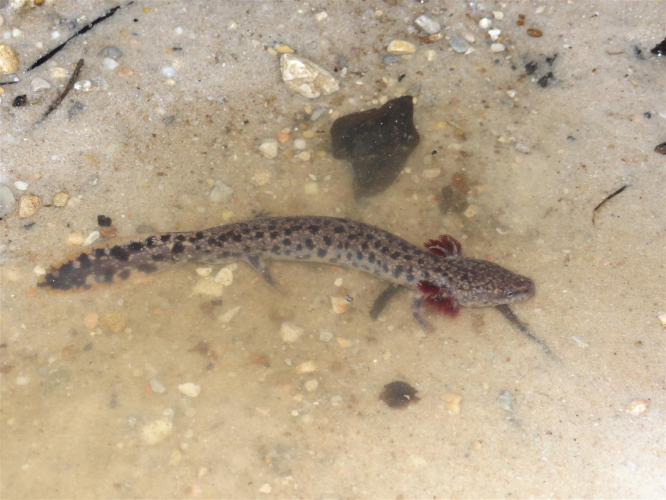